# Saison 1982 de la NFL
Navigation
Édition précédente Édition suivante
La saison 1982 de la NFL est la 63e saison de la National Football League. Elle voit le sacre des Washington Redskins à l'occasion du Super Bowl XVII.
La saison fut marquée par une grève qui empêcha la tenue de sept des seize journées. Les classements ne furent pas établis par division mais par conférence.

## Déménagement
Les Raiders d'Oakland change de ville pour s'installer à Los Angeles.

## Classement général
| Qualifié en play-offs |

| Conférence Américaine |      |      |      |        |          |            |
| Franchise             | Vic. | Déf. | Nuls | % vic. | Pts pour | Pts contre |
| Los Angeles Raiders   | 8    | 1    | 0    | .889   | 260      | 200        |
| Miami Dolphins        | 7    | 2    | 0    | .778   | 198      | 131        |
| Cincinnati Bengals    | 7    | 2    | 0    | .778   | 232      | 177        |
| Pittsburgh Steelers   | 6    | 3    | 0    | .667   | 204      | 146        |
| San Diego Chargers    | 6    | 3    | 0    | .667   | 288      | 221        |
| New York Jets         | 6    | 3    | 0    | .667   | 245      | 166        |
| New England Patriots  | 5    | 4    | 0    | .556   | 143      | 157        |
| Cleveland Browns      | 4    | 5    | 0    | .444   | 140      | 182        |
| Buffalo Bills         | 4    | 5    | 0    | .444   | 150      | 154        |
| Seattle Seahawks      | 4    | 5    | 0    | .444   | 127      | 147        |
| Kansas City Chiefs    | 3    | 6    | 0    | .333   | 176      | 184        |
| Denver Broncos        | 2    | 7    | 0    | .222   | 148      | 226        |
| Houston Oilers        | 1    | 8    | 0    | .111   | 136      | 245        |
| Baltimore Colts       | 0    | 8    | 1    | .056   | 113      | 236        |

| Conférence Nationale |      |      |      |        |          |            |
| Franchise            | Vic. | Déf. | Nuls | % vic. | Pts pour | Pts contre |
| Washington Redskins  | 8    | 1    | 0    | .889   | 190      | 128        |
| Dallas Cowboys       | 6    | 3    | 0    | .667   | 226      | 145        |
| Green Bay Packers    | 5    | 3    | 1    | .611   | 226      | 169        |
| Minnesota Vikings    | 5    | 4    | 0    | .556   | 187      | 198        |
| Atlanta Falcons      | 5    | 4    | 0    | .556   | 183      | 199        |
| St. Louis Cardinals  | 5    | 4    | 0    | .556   | 135      | 170        |
| Tampa Bay Buccs      | 5    | 4    | 0    | .556   | 158      | 178        |
| Detroit Lions        | 4    | 5    | 0    | .444   | 181      | 176        |
| New Orleans Saints   | 4    | 5    | 0    | .444   | 129      | 160        |
| New York Giants      | 4    | 5    | 0    | .444   | 164      | 160        |
| San Francisco 49ers  | 3    | 6    | 0    | .333   | 209      | 206        |
| Chicago Bears        | 3    | 6    | 0    | .333   | 141      | 174        |
| Philadelphia Eagles  | 3    | 6    | 0    | .333   | 191      | 195        |
| Los Angeles Rams     | 2    | 7    | 0    | .222   | 200      | 250        |

- Miami termine devant Cincinnati en raison des résultats enregistrés en conférence (6-1 contre 6-2).
- Pittsburgh termine devant San Diego en raison des résultats enregistrés face aux adversaires communs (3-1 contre 2-1) après que les Nex York Jets furent éliminés d'un match à trois en raison des résultats enregistrés en conférence (5-3 contre 2-3).
- Cleveland termine devant Buffalo et Seattle en raison des résultats enregistrés en conférence (4-3 contre 3-3 et 3-5).
- Buffalo termine devant Seattle en raison des résultats enregistrés en conférence (3-3 contre 3-5).
- Detroit termine devant la Nouvelle-Orléans et les New York Giants en raison des résultats enregistrés en conférence (4-4 contre 3-5 et 3-5).
- San Francisco termine devant Chicago, et Chicago termine devant Philadelphia, en raison des résultats enregistrés en conférence (2-3 contre 2-5 et 1-5).

## Play-offs
Les équipes évoluant à domicile sont nommées en premier. Les vainqueurs sont en gras

### AFC
- Premier tour : 
  - 8 janvier 1983 : Miami 28-13 New England
  - 8 janvier 1983 : Los Angeles Raiders 27-10 Cleveland
  - 9 janvier 1983 : Cincinnati 17-44 New York Jets
  - 9 janvier 1983 : Pittsburgh 28-31 San Diego
- Deuxième tour : 
  - 15 janvier 1983 :  Los Angeles Raiders 14-17 New York Jets
  - 16 janvier 1983 : Miami 34-13 San Diego
- Finale AFC : 
  - 23 janvier 1983 : Miami 14-0 New York Jets

### NFC
- Premier tour : 
  - 8 janvier 1983 : Washington 31-7 Detroit
  - 8 janvier 1983 : Green Bay 41-16 St. Louis
  - 9 janvier 1983 : Dallas 30-17 Tampa Bay
  - 9 janvier 1983 : Minnesota 30-24 Atlanta
- Deuxième tour : 
  - 15 janvier 1983 : Washington 21-7 Minnesota
  - 16 janvier 1983 : Dallas 37-26 Green Bay
- Finale NFC : 
  - 23 janvier 1983 : Washington 31-17 Dallas

### Super Bowl XVII
- 30 janvier 1983 : Washington (NFC) 27-17 Miami (AFC), au Rose Bowl Stadium de Pasadena